# پل راشل کارسون
۴۰°۲۶′۴۸″شمالی ۷۹°۵۹′۵۹″غربی / ۴۰٫۴۴۶۷°شمالی ۷۹٫۹۹۹۸°غربی
پل راشل کارسون (به انگلیسی: Rachel Carson Bridge) با نام دیگر پل خیابان نینت (به انگلیسی: Ninth Street Bridge) بر روی رود الیگنی دانتاون پیتسبرگ، پنسیلوانیا احداث شده‌است.
نام آن از زیست‌شناس معروف راشل کارسون گرفته شده‌است که یکی از محلی‌های پیتسبرگ بوده‌است. این پل یکی از سه پل موازی آن منطقه به نام سه خواهر است. دو مورد دیگر پل روبرتو کلمنته و پل اندی وارهول می‌باشد. این سه پل از نوع پل‌های معلق لنگر دار می‌باشند و به دلیل این که جزء اولین پل‌های دارای خود لنگر هستند در ایالات متحده بسیار اهمیت دارند.
این پل بعد از سال‌ها توسط استر برازون رئیس دانشگاه چتهم در روز زمین در آوریل ۲۰۰۶ نام‌گذاری شد .

## تصاویر نگارخانه
- تصویر پل از جنوب رودخانه آلیگینی
- لوحی در لبه شمالی پل کارسون.